# Olsen Crags
Gli Olsen Crags (in lingua inglese: Dirupi di Olsen), sono aspri dirupi (falesia) antartici, che sormontano un piccolo blocco montuoso che sporge sul fianco orientale del Ghiacciaio Amundsen subito a nord del Ghiacciaio Epler, nei Monti della Regina Maud, in Antartide.
La falesia è stata mappata dall'United States Geological Survey (USGS) sulla base di rilevazioni e foto aeree scattate dalla U.S. Navy nel periodo 1960-64.
La denominazione è stata assegnata dall'Advisory Committee on Antarctic Names (US-ACAN) in onore di Karinius Olsen, cuoco della Fram, la nave della spedizione antartica dell'esploratore polare norvegese Roald Amundsen del 1910-12. La denominazione conserva lo spirito dell'assegnazione fatta da Amundsen nel 1911 per un Monte K. Olsen, applicato a un monte non identificabile di quest'area.